# Jofre Soares
José Jofre Soares (Palmeira dos Índios, 21 de setembro de 1918 — São Paulo, 19 de agosto de 1996) foi um ator e oficial náutico brasileiro. É considerado um dos grandes nomes do cinema nacional.

## Biografia
Foi oficial da Marinha por 25 anos, carreira que dividia com os espetáculos de teatro e circo, onde era palhaço. Sua estreia no cinema ocorreu apenas em 1968, quando o cineasta Nelson Pereira dos Santos o conheceu e convidou-o para fazer o filme Vidas Secas, baseado na obra de Graciliano Ramos.
Atuou em mais de cem filmes, entre eles O Bom Burguês (1979) e O Grande Mentecapto (1989), dirigidos por Oswaldo Caldeira; Terra em Transe (1967) e O Dragão da Maldade contra o Santo Guerreiro (1969), dirigido por Glauber Rocha; Memórias do Cárcere (1984), dirigido por Nelson Pereira dos Santos; Chuvas de Verão (1978) e Bye Bye Brasil (1979), dirigidos por Carlos Diegues e muitos outros.
Sua última atuação no cinema foi no filme O Cangaceiro, de Anibal Massaini, onde fazia o papel de um sertanejo.
Jofre morreu de leucemia no Hospital Santa Marcelina em São Paulo em 19 de agosto de 1996 aos 77 anos.

## Filmografia

### Cinema
| Ano  | Título                                       | Personagem                  |
| ---- | -------------------------------------------- | --------------------------- |
| 1963 | Vidas Secas                                  | Fazendeiro                  |
| 1963 | Selva Trágica                                | Nitan                       |
| 1963 | Manaus, Glória de uma Época                  |                             |
| 1965 | A Hora e a Vez de Augusto Matraga            | Joãozinho Bem Bem           |
| 1965 | Grande Sertão                                | Zé Bebelo                   |
| 1965 | Entre o Amor e o Cangaço                     |                             |
| 1966 | A Grande Cidade                              | Lourival                    |
| 1967 | Proezas de Satanás na Vila de Leva-e-Traz    | Homem cego                  |
| 1967 | Terra em Transe                              | Padre Gil                   |
| 1967 | ABC do Amor                                  | Pai de Inez                 |
| 1968 | A Madona de Cedro                            | Padre Estevão               |
| 1968 | Maria Bonita, Rainha do Cangaço              | Salustiano (ator convidado) |
| 1968 | O Homem Nu                                   | Senador Santos Neves        |
| 1968 | Panca de Valente                             | Pai de Terezinha            |
| 1968 | A Virgem Prometida                           |                             |
| 1968 | Viagem ao Fim do Mundo                       | Barbosa                     |
| 1969 | Corisco, o Diabo Loiro                       | Domingos                    |
| 1969 | O Dragão da Maldade Contra o Santo Guerreiro | Coronel Horácio             |
| 1969 | A Um Pulo da Morte                           | Comparsa de Dino            |
| 1969 | O Cangaceiro Sanguinário                     | Coronel Justino             |
| 1969 | O Cangaceiro sem Deus                        | Coronel                     |
| 1970 | A Guerra dos Pelados                         | Pai Velho                   |
| 1970 | O Profeta da Fome                            | Padre                       |
| 1971 | S. Bernardo                                  | Padre Brito                 |
| 1971 | Uma Verdadeira História de Amor              | Padre                       |
| 1972 | A Faca e o Rio                               | João                        |
| 1973 | Sagarana, o Duelo                            | Cara de Bronze              |
| 1973 | Trindade...É Meu Nome                        | Xerife                      |
| 1974 | A Noiva da Noite                             | Coronel                     |
| 1974 | As Cangaceiras Eróticas                      | Toneco                      |
| 1974 | Exorcismo Negro                              | Júlio                       |
| 1974 | O Amuleto de Ogum                            | Severiano                   |
| 1974 | O Exorcista de Mulheres                      | Dr. Rodrigues               |
| 1974 | Trote de Sádicos                             | Delegado                    |
| 1974 | O Jeca Macumbeiro                            | Januário                    |
| 1975 | Cada Um Dá o Que Tem                         | Albino                      |
| 1975 | Guerra Conjugal                              | Joãozinho                   |
| 1975 | O Predileto                                  | Totônio Pacheco             |
| 1975 | Os Pastores da Noite                         | Jesuíno                     |
| 1975 | O Padre Cícero                               | Padre Cícero                |
| 1976 | Fogo Morto                                   | Zé Amaro                    |
| 1976 | O Menino da Porteira                         | Major Batista               |
| 1976 | Crueldade Mortal                             | Antônio                     |
| 1976 | Soledade, a Bagaceira                        | Dagoberto Marçau            |
| 1976 | Um Brasileiro Chamado Rosaflor               | Graciliano                  |
| 1977 | Cordão de Ouro                               | Pedro Cem                   |
| 1977 | Morte e Vida Severina                        | José, Mestre Carapina       |
| 1977 | O Crime do Zé Bigorna                        | Coronel Querino             |
| 1977 | O Jogo da Vida                               | Lima                        |
| 1977 | Tenda dos milagres                           | Coronel Gomes               |
| 1977 | A Virgem da Colina                           | Padre                       |
| 1977 | Quem Matou Pacífico?                         | Tonico Arzão                |
| 1978 | A Batalha dos Guararapes                     | Frei Salvador               |
| 1978 | Chuvas de Verão                              | Seu Afonso                  |
| 1978 | Coronel Delmiro Gouveia                      | Coronel Ulisses Luna        |
| 1978 | A Santa Donzela                              | Pároco                      |
| 1979 | Amor e Traição                               | Coronel Tonho               |
| 1979 | Bye Bye Brasil                               | Zé da Luz                   |
| 1979 | O Bom Burguês                                | o Velho                     |
| 1979 | O Caçador de Esmeraldas                      | Fernão Dias                 |
| 1979 | O Coronel e o Lobisomem                      | Velho Simeão                |
| 1979 | O Guarani                                    | Fernão Aines                |
| 1979 | Milagre: O Poder da Fé                       |                             |
| 1980 | Bacanal                                      | Belarmino                   |
| 1980 | O Inseto do Amor                             | Padre                       |
| 1980 | Cabocla Tereza                               |                             |
| 1980 | O Boi Misterioso e o Vaqueiro Menino         | Coronel                     |
| 1981 | Amélia, Mulher de Verdade                    | Velho                       |
| 1981 | La Conquista del paraíso                     | João Mentira                |
| 1981 | O Filho da Prostituta                        | Severino                    |
| 1981 | Tiempo de revancha                           | Aitor                       |
| 1982 | Dora Doralina                                |                             |
| 1983 | Gabriela, Cravo e Canela                     | Coronel Ramiro Bastos       |
| 1984 | Águia na Cabeça                              | Senador                     |
| 1984 | Memórias do Cárcere                          | Soares                      |
| 1984 | Os Trapalhões e o Mágico de Oróz             | Juiz                        |
| 1984 | Quilombo                                     | Canindé                     |
| 1984 | O Filho Adotivo                              |                             |
| 1985 | Nudo e selvaggio                             |                             |
| 1986 | Por Incrível que Pareça                      | George                      |
| 1986 | Tigipió - Uma Questão de Amor e Honra        |                             |
| 1987 | Jubiabá                                      | Mestre Manoel               |
| 1987 | Sonhos de Menina Moça                        | Napoleão                    |
| 1988 | Sonhei com Você                              |                             |
| 1989 | Dias Melhores Virão                          | Coronel                     |
| 1989 | O Grande Mentecapto                          | Cego Elias                  |
| 1990 | O Gato de Botas Extraterrestre               | Mago Mal                    |
| 1990 | Después de la tormenta                       | Jesus de las Mercedes       |
| 1994 | A Terceira Margem do Rio                     |                             |
| 1995 | Felicidade É...                              | Marido                      |
| 1996 | Mr. Abrakadabra!                             | Mr. Abrakadabra             |
| 1997 | Baile Perfumado                              | Padre Cícero                |
| 1997 | O Cangaceiro                                 | Tico Velho                  |
| 1999 | O Brasil em Curtas 06 - Curtas Pernambucanos |                             |

### Televisão
| Ano  | Título                      | Papel                                          |
| ---- | --------------------------- | ---------------------------------------------- |
| 1968 | Beto Rockfeller             | Pedro                                          |
| 1969 | Super Plá                   | J.J.                                           |
| 1970 | Toninho on the Rocks        |                                                |
| 1973 | A Volta de Beto Rockfeller  | Pedro                                          |
| 1979 | O Todo Poderoso             | Padre Ludogero                                 |
| 1981 | Rosa Baiana                 | Frei Damião                                    |
| 1982 | Lampião e Maria Bonita      | Coronel Pedrosa                                |
| 1982 | O Coronel e o Lobisomem     | Simeão Azeredo Furtado                         |
| 1982 | Paraíso                     | Antero                                         |
| 1984 | Jerônimo                    | Coronel Saturnino Bragança                     |
| 1984 | Padre Cícero                | Padre Pergo                                    |
| 1984 | Transas e Caretas           | Joaquim                                        |
| 1985 | Jogo do Amor                | Altino                                         |
| 1986 | Mania de Querer             | Sebastião Cândido                              |
| 1990 | Pantanal                    | padre                                          |
| 1990 | Riacho Doce                 | Zé Divino                                      |
| 1993 | Renascer                    | Padre Santo                                    |
| 1994 | Você Decide                 | (episódios A Bolsa ou a Vida e Angu de Caroço) |
| 1995 | As Pupilas do Senhor Reitor | Alvaro                                         |